# Kékfejű tangara
A kékfejű tangara (Tangara cyanicollis) a madarak osztályának verébalakúak (Passeriformes) rendjébe és a tangarafélék (Thraupidae) családjába tartozó  faj.
A magyar név forrással nincs megerősítve.

## Előfordulása
Dél-Amerikában Bolívia, Brazília, Kolumbia, Ecuador, Peru és Venezuela területén honos. A természetes élőhelye szubtrópusi és trópusi síkvidéki és hegyi esőerdők és száraz szavannák és bokrosok, valamint ültetvények és erősen leromlott egykori erdők. Állandó, nem vonuló faj.

## Alfajai
- Tangara cyanicollis albotibialis Traylor, 1950
- Tangara cyanicollis caeruleocephala (Swainson, 1838)
- Tangara cyanicollis cyanicollis (Orbigny & Lafresnaye, 1837)
- Tangara cyanicollis cyanopygia (Berlepsch & Taczanowski, 1884)
- Tangara cyanicollis granadensis (Berlepsch, 1884)
- Tangara cyanicollis hannahiae (Cassin, 1865)
- Tangara cyanicollis melanogaster Cherrie & Reichenberger, 1923[2]

## Megjelenése
Testhossz 12-13 centiméter, átlagos testtömege 15.5 gramm. Ivari különbség, csak vizsgálattal állapítható meg. A faj a fej kék színezetéről kapta nevét. Szárnyszíne a tiszta sárga és a sárgászöld között változik. A szóban forgó faj hét alfaja e jegy alapján ismerhető el. A kék szín a madár lágyéktáján is feltűnik. Fiatal madarak tollazata tompább színezetű.
|  |

## Szaporodása
Költési idő 14 nap, a fiókák 20 nap múlva hagyják el a fészket.

## Tartása és táplálásá
A kékfejű tangarák szeretik a bogyókat, az apróra vágott gyümölcsöt és a jó minőségű lágy eleséget. Kínáljuk őket nektárral is, elsősorban a frissen beszerzett példányokat. Élő eleségre is szükségük van, leginkább a költés és fiókanevelés időszakában.
Röpdéjük növényzete sűrű legyen. Egyes példányok bátortalanabbak, elesettebbek, ezért ha több tangarát tartunk, gondosan figyeljük torzsalkodásukat. Az egymásra talált tojó és hím mellől távolítsuk el a röpde többi madarát, mivel a pár fokozottan durva és agresszív lehet. A tangaraféléknek tollazatuk "karbantartásához" rendszeres fürdésre is szükségük van. Átlagos élettartam: 8 év.

## Tenyésztése
Kínáljunk bőséges választékot fészkelőhelyekből a madaraknak: sűrű, bozótos zugokat, kosárkákat és odvas fatörzset. Biztosítsunk számukra elegendő mohát, szénát, falevelet, és a párzási és költési időszakban minél nagyobb nyugalmat. A tangarafélék egy költési időszakban egymás után két vagy akár három fészekaljat is felnevelhetnek.